# Пискупщина
Пискупщина (на македонска литературна норма: Пискупштина) е село в Северна Македония, в община Струга.

## География
Селото е разположено в областта Дримкол в източните склонове на планината Радук.

## История
В XIX век Пискупщина е българско село в Дебърска каза на Османската империя. В „Етнография на вилаетите Адрианопол, Монастир и Салоника“, издадена в Константинопол в 1878 година и отразяваща статистиката на населението от 1873 година, Тикупщина (Tikoupchtina) е посочено като село с 30 домакинства, като жителите му са 94 българи.
Според статистиката на Васил Кънчов („Македония. Етнография и статистика“) в 1900 година Пискупщина има 165 жители българи християни.
На Етнографската карта на Битолския вилает на Картографския институт в София от 1901 година Пискущина е чисто българско село в Дебърската каза на Дебърския санджак с 22 къщи.
Цялото християнско население на селото е под върховенството на Българската екзархия. По данни на секретаря на екзархията Димитър Мишев („La Macédoine et sa Population Chrétienne“) в 1905 година в Пискупщина има 176 българи екзархисти.
Според статистика на вестник „Дебърски глас“ в 1911 година в Пискупщина има 24 български екзархийски къщи.
При избухването на Балканската война в 1912 година 26 души от Пискупщина са доброволци в Македоно-одринското опълчение.
Според преброяването от 2002 година селото има 182 жители македонци.
В селото има църкви „Свети Никола“ и „Свети Йоан Предтеча“ (Боровечки синор).

## Личности
Родени в Пискупщина
- Велян (Веле, Велю) Илиев Сърбинов, македоно-одрински опълченец, 25 (27)-годишен, 2 рота на 1 дебърска дружина, 3 рота на 3 солунска дружина,[9] загинал през Първата световна война[10]
- Георги Алексов, македоно-одрински опълченец, 25 (30)-годишен, каменоделец, ІV отделение, 2 рота на 1 дебърска дружина[11]
- Карамфил Сърбинов, македоно-одрински опълченец, 30 (32)-годишен, 2 рота на 1 дебърска дружина, убит[9]
- Цветан Цветанов (1910 - 1944), български комунистически активист
- Тръпко (Търпе) Цветанов (Цветков), македоно-одрински опълченец, 35 или 37-годишен, каменоделец, неграмотен, 2 рота на 1 дебърска дружина[12]